# Kurosawa, la voie
Pour plus de détails, voir Fiche technique et Distribution.
Kurosawa, la voie est un documentaire français écrit et réalisé par Catherine Cadou, sorti en 2011.
Le film présente onze cinéastes majeurs d'Asie, d'Amérique et d'Europe qui discutent de la façon dont les films du réalisateur japonais Akira Kurosawa les ont influencés.

## Synopsis
Kurosawa, la voie est un documentaire entrecoupé de la narration de Catherine Cadou sur ses propres expériences avec Kurosawa, d'entretiens avec divers réalisateurs et de photographies d'archives. Les entretiens des réalisateurs se concentrent sur les observations à la fois philosophiques et techniques des films de Kurosawa.

## Fiche technique
- Titre original et francophone : Kurosawa, la voie
- Réalisation et scénario : Catherine Cadou
- Photographie : Tsuneo Azuma, Simon Beaufils, Yoshihiro Ikeuchi, Tempei Iwakiri, Alexis Kavyrchine
- Montage : Cédric Defert
- Production : Michiko Yoshitake
- Pays de production : France
- Format : couleur
- Genre : documentaire
- Durée : 52 minutes
- Dates de sortie[2] :
  - France : 2011

## Distribution
- Bernardo Bertolucci
- Julie Taymor
- Théo Angelopoulos
- Alejandro González Iñárritu
- Abbas Kiarostami
- Shin'ya Tsukamoto
- Hayao Miyazaki
- John Woo
- Martin Scorsese
- Clint Eastwood
- Bong Joon-ho

## Accueil

### Sortie
Le film a été projeté au Festival de Cannes 2011 et au 24e Festival international du film de Tokyo,. Le documentaire est sorti sur Blu-ray et DVD par Criterion Collection dans le cadre de la sortie du film Rêves de Kurosawa.

### Critique
Variety fait l'éloge du film, le qualifiant de « méticuleusement conçu » et de « captivant ».